# Rhinanthus apterus
Rhinanthus apterus är en snyltrotsväxtart som först beskrevs av Fries, och fick sitt nu gällande namn av Carl Hansen Ostenfeld. Rhinanthus apterus ingår i släktet skallror, och familjen snyltrotsväxter. Inga underarter finns listade i Catalogue of Life.